# 世界古典文学全集
『世界古典文学全集』（せかいこてんぶんがくぜんしゅう）は、筑摩書房が1964年から2004年にかけ刊行した叢書（全54冊）である。

## 概要
古代ギリシア・ローマからルネサンス・近世期までのヨーロッパの文芸作品や、古代期の中国文学・インド・ヘブライの史書・思想宗教書を軸に収録。
ギリシア三大悲劇詩人、フランス古典主義作家の作品、正史三国志の完訳は、他社の世界文学全集にはないものだった。
後年、岩波文庫、ちくま文庫、ちくま学芸文庫で改訂再刊された。

## 世界古典文学全集 刊行書誌
※は、複数での共訳で、編者・訳者代表のみ記載。なお1976年に、装丁が異なった『古典世界文学』（全35冊）が一括刊行された。
（千一夜物語・シェイクスピア・セルバンデス・ゲーテ、当時未刊の老子・三国志・韓愈の計19冊分を除いた全刊行書）
- 『1　ホメーロス　イーリアス・オデュッセイア』呉茂一・高津春繁訳、1964年。ISBN 978-4-480-20301-4。
- 『2　詩経国風、書経』橋本循訳、1969年。ISBN 978-4-480-20302-1。※
- 『3　ヴェーダ、アヴェスタ』辻直四郎訳、1967年。ISBN 978-4-480-20303-8。※
- 『4　論語』吉川幸次郎訳、1971年。ISBN 978-4-480-20304-5。尾崎雄二郎筆記
- 『5　聖書』関根正雄・木下順治訳、1965年。ISBN 978-4-480-20305-2。
- 『6　仏典Ⅰ 原始仏典』中村元訳、1966年。ISBN 978-4-480-20306-9。※
- 『7　仏典Ⅱ 大乗仏典』中村元訳、1965年。ISBN 978-4-480-20307-6。※
- 『8　アイスキュロス、ソポクレス』高津春繁訳、1964年。ISBN 978-4-480-20308-3。※
- 『9　エウリピデス』松平千秋訳、1965年。ISBN 978-4-480-20309-0。※
- 『10　ヘロドトス 歴史』松平千秋訳、1967年。ISBN 978-4-480-20310-6。
- 『11　トゥーキュディデース 歴史』小西晴雄訳、1971年。ISBN 978-4-480-20311-3。
- 『12　アリストパネス』高津春繁訳、1964年。ISBN 978-4-480-20312-0。※
- 『13　春秋左氏伝』貝塚茂樹訳、1970年。ISBN 978-4-480-20313-7。※
- 『14　プラトン Ⅰ』田中美知太郎訳、1964年。ISBN 978-4-480-20314-4。※
- 『15　プラトン Ⅱ 国家・エピノミス・書簡集』田中美知太郎訳、1970年。ISBN 978-4-480-20315-1。※
- 『16　アリストテレス』田中美知太郎訳、1970年。ISBN 978-4-480-20316-8。※
- 『17　老子、荘子』福永光司・興膳宏訳、2004年。ISBN 978-4-480-20317-5。
- 『18　大学・中庸、孟子』金谷治訳／日原利国・湯浅幸孫・加地伸行訳、1971年。ISBN 978-4-480-20318-2。
- 『19　諸子百家』貝塚茂樹訳、1965年。ISBN 978-4-480-20319-9。※
- 『20　司馬遷　史記列伝』小川環樹・今鷹真・福島吉彦訳、1969年。ISBN 978-4-480-20320-5。
- 『21　ウェルギリウス アエネーイス、ルクレティウス 事物の本性について』泉井久之助訳／藤沢令夫・岩田義一訳、1965年。ISBN 978-4-480-20321-2。
- 『22　タキトゥス 年代記 ゲルマニア アグリゴラ』国原吉之助訳、1965年。ISBN 978-4-480-20322-9。
- 『23　プルタルコス 英雄伝』村川堅太郎訳、1966年。ISBN 978-4-480-20323-6。※
- 『24A　三国志 魏書』今鷹真・井波律子訳、1977年。ISBN 978-4-480-20324-3。
- 『24B　三国志 魏書・蜀書』今鷹真・小南一郎・井波律子訳、1982年。ISBN 978-4-480-20352-6。
- 『24C　三国志 呉書』小南一郎訳、1989年。ISBN 978-4-480-20354-0。
- 『25　陶淵明　文心雕龍』一海知義訳／興膳宏訳、1968年。ISBN 978-4-480-20325-0。
- 『26　アウグスティヌス 告白・幸福な生活・独白／ボエティウス 哲学の慰め』渡辺義雄訳、1966年。ISBN 978-4-480-20326-7。
- 『27　李白』武部利男訳、1972年。ISBN 978-4-480-20327-4。
- 『28　杜甫 Ⅰ』吉川幸次郎訳、1967年。ISBN 978-4-480-20328-1。
- 『29　杜甫 Ⅱ』吉川幸次郎訳、1972年。ISBN 978-4-480-20329-8。
- 『30A　韓愈 Ⅰ』清水茂訳、1986年。ISBN 978-4-480-20330-4。
- 『30B　韓愈 Ⅱ』清水茂訳、1987年。ISBN 978-4-480-20353-3。
- 『31　千一夜物語 Ⅰ』佐藤正彰訳、1964年。ISBN 978-4-480-20331-1。
- 『32　千一夜物語 Ⅱ』佐藤正彰訳、1964年。ISBN 978-4-480-20332-8。
- 『33　千一夜物語 Ⅲ』佐藤正彰訳、1966年。ISBN 978-4-480-20333-5。
- 『34　千一夜物語 Ⅳ』佐藤正彰訳、1970年。ISBN 978-4-480-20334-2。別版で「マルドリュス版　千一夜物語」全8巻
- 『35　ダンテ 神曲・新生』野上素一訳、1964年。ISBN 978-4-480-20335-9。
- 『36A　禅家語録 Ⅰ』西谷啓治・柳田聖山訳、1972年。ISBN 978-4-480-20336-6。※
- 『36B　禅家語録 Ⅱ』西谷啓治・柳田聖山訳、1974年。ISBN 978-4-480-20351-9。※
- 『37　モンテーニュ Ⅰ　エセー』原二郎訳、1967年。ISBN 978-4-480-20337-3。
- 『38　モンテーニュ Ⅱ　エセー』原二郎訳、1968年。ISBN 978-4-480-20338-0。
- 『39　セルバンテス Ⅰ　ドン・キホーテ』会田由訳、1965年。ISBN 978-4-480-20339-7。
- 『40　セルバンテス Ⅱ　ドン・キホーテ』会田由訳、1965年。ISBN 978-4-480-20340-3。
- 『41　シェイクスピア Ⅰ』中野好夫訳、1964年。ISBN 978-4-480-20341-0。※
- 『42　シェイクスピア Ⅱ』三神勲訳、1964年。ISBN 978-4-480-20342-7。※
- 『43　シェイクスピア Ⅲ』大山俊一訳、1966年。ISBN 978-4-480-20343-4。※
- 『44　シェイクスピア Ⅳ』中野好夫訳、1967年。ISBN 978-4-480-20344-1。※
- 『45　シェイクスピア Ⅴ』西脇順三郎訳、1966年。ISBN 978-4-480-20345-8。※
- 『46　シェイクスピア Ⅵ』小津次郎訳、1966年。ISBN 978-4-480-20346-5。※ 別版で「シェイクスピア全集」全8巻
- 『47　モリエール』鈴木力衛・辰野隆訳、1965年。ISBN 978-4-480-20347-2。
- 『48　ラシーヌ 全作品』戸張智雄・渡辺守章訳、1965年。ISBN 978-4-480-20348-9。※
- 『49　ルソー 告白』桑原武夫・樋口謹一・多田道太郎訳、1966年。ISBN 978-4-480-20349-6。
- 『50　ゲーテ ファウスト』大山定一訳、1964年。ISBN 978-4-480-20350-2。